# Prionotoma jordani
Prionotoma jordani là một loài bọ cánh cứng trong họ Cerambycidae.